# Хрестовоздвиженський собор (Калінінград)
Хрестовоздвиженський собор (раніше — Кірха хреста, Кройцкірха нім. Kreuzkirche) — православний храм в Калінінграді в будівлі колишнього лютерансько-євангелічного храму. Розташовується на Жовтневому острові, вулиця генерала Павлова, будинок 2.

## Історія
На початку XX століття почалася забудова житловими будинками східної частини острова Ломзе (нині острів Жовтневий). Так як новий район знаходився досить далеко від усіх церков, що існували на той момент, постало питання про будівництво власної церкви. Ділянка землі під майбутній храм була придбана альтштадтською парафіяльною громадою в 1913 році. Будівництво не встигло відбутись через початок Першої світової війни.
Після війни парафіяльна громада повернулася до ідеї будівництва храму. У 1925 році був складений проект, але він був визнаний невдалим. Складання нового проекту було замовлено у відомого берлінського архітектора Артура Кіктона, який до цього вже прославився відновленням зруйнованих землетрусом храмів Єрусалиму. Складений Кіктоном проект включав в себе не тільки власне церковну будівлю, але також і будинок священика і будинок громади.
Закладення першого каменя майбутнього храму відбулося 15 червня 1930 року. Будівництво велося на кошти Альштадської церковної громади, об'єднання євангельських громад Кеніґсберґа і прусським урядом.
Освячення церкви відбулося 7 травня 1933 року.
В ході Другої світової війни кройцкірха постраждала не дуже сильно, хоча згорів купол південної вежі. Після війни нова влада стала використовувати будівлю у народногосподарських цілях. У різний час тут розміщувалися автомайстерня і досвідна фабрика експериментальних знарядь лову (риби). Будівля піддавалася нерозумним перебудовам і реконструкціям. Всередині були влаштовані бетонні перекриття. В результаті фундамент не витримав, бо не був розрахований на такі навантаження. Посилилися просідання, у стінах з'явилися тріщини. До початку вісімдесятих років будівлю було закинуто.
У червні 1986 року (за іншими даними — у вересні 1989 року) будівля колишньої Кройцкірхи було передано православній громаді. У 1991 році зареєстрований Хрестовоздвиженський прихід Смоленсько-Калінінградської єпархії РПЦ. Під керівництвом першого настоятеля Хрестовоздвиженського собору протоієрея Петра (Бербенічука) та ігумена Аркадія (Недосекова), у співдружності з архітектором майстерні центру НТТМ «Синтез» Юрієм І. Забугою у 1991—1994 роках будівлю було відновлено. Верхній, головний храм Собору був освячений митрополитом Смоленським і Калінінградським Кирилом на честь Воздвиження Чесного і Животворящого Хреста Господнього в 1994 році. Через рік був освячений нижній приділ в ім'я св. благовірного князя Олександра Невського.
У січні 2000 року митрополит Смоленський і Калінінградський Кирило освятив розташований в головному вівтарі собору унікальний бурштиновий іконостас.
Хрестовоздвиженський Собор офіційно був кафедральним собором Калинінградсько-Смоленської єпархії РПЦ, аж до освячення Храму Христа Спасителя в Калінінграді в 2006 році.
З 2006 року настоятелем є протоієрей Сергій (Коротких), керівник єпархіального Відділу релігійної освіти і катехізації Калінінградської єпархії РПЦ.

## Архітектура
В плані будівля храму має форму грецького (рівнокінцевого) хреста. Будівля була трьохнефна. Над західним фасадом височіють дві рівновисокі вежі, що завершуються куполами. Вежі з'єднані критою галереєю. Раніше (в німецькі часи) під галереєю розташовувався годинник.
Основна архітектурна деталь західного фасаду — величезна ніша-портал, поверхня якої прикрашена панно кадинської майоліки з великим хрестом. На перетині перекладин хреста була написана фраза «Слово про хрест являє могутність Господа». Зі східного боку до церковної будівлі примикав будинок священнослужителя. Для облицювання будівлі був використаний кадинський клінкер — декоративна цегла.
Одним з елементів зовнішнього оформлення Собору була скульптура пелікана, що алегорично символізувала християнську жертовність, роботи скульптора-анімаліста Артура Штайнера. На сьогоднішній день скульптура не збереглася.
Архітектурний стиль будівлі в цілому можна віднести до пізнього модерну з елементами готики і неокласицизму.

## Внутрішнє оздоблення
Інтер'єр храму був оформлений в основному берлінським художником Ернстом Феєм. Вітражі храму були створені за ескізами кеніґсберзького художника Герхарда Айзенблеттера. Інший кеніґсберзький художник Якоб оформив купіль для хрещення, кубок для причастя та вівтарний світильник. Над бічними нефами церкви розташовувалися балкони. Довоєнне оздоблення храму не збереглося.
Після передачі будівлі православній громаді внутрішнє оздоблення було відновлено згідно з православними канонами. Головна визначна пам'ятка цього храму — унікальний бурштиновий іконостас.

## Хор
З 1989 року в соборі діє власний хор, який бере участь у богослужіннях по суботах, неділях і під час православних свят. Також хор бере участь у різних православних фестивалях в Росії і за кордоном. У 2004—2006 роках хором були записані п'ять CD-дисків, один з яких присвячений «Літургії св. Іоана Златоуста» Костянтина Шведова.
Керівник хору — Євгенія Сініченкова (з 1991 року).